# Saliou Niang
Saliou Niang (Dakar, 14 maggio 2004) è un cestista senegalese naturalizzato italiano.

## Biografia
Nato in Senegal, si è trasferito in Italia all'età di due anni e ha trascorso l'infanzia a Mandello del Lario, in provincia di Lecco.

## Carriera

### Club
Ha iniziato a giocare nella Polisportiva Mandello, dove ha svolto l'intero percorso di minibasket. Successivamente ha militato per due stagioni nella Gimar Lecco nelle categorie Under-13 e Under-14, prima di trasferirsi alla Fortitudo Bologna a partire dalla categoria Under-15.
Il suo avvicinamento alla prima squadra della Fortitudo è stato caratterizzato da alcuni problemi fisici. Nell'agosto 2020, durante un allenamento, ha subito la rottura di tre legamenti alla caviglia sinistra e la lesione di un quarto. Dopo un lungo stop, è rientrato in campo nel febbraio 2021, ma i dolori persistenti lo hanno portato a un primo intervento chirurgico nel luglio successivo. Nella stagione seguente, una frattura da stress al piede sinistro lo ha costretto a un nuovo stop e a un secondo intervento per la rimozione di frammenti ossei sotto il malleolo. Durante questo periodo è però riuscito a collezionare la prima presenza in Serie A, giocando un minuto nella trasferta di Treviso del 5 marzo 2022. Nella stagione 2022-2023, disputata dalla formazione bolognese in Serie A2 in virtù della retrocessione dell'anno precedente, Niang ha collezionato otto presenze tra prima fase, seconda fase e play-off.
Nell'agosto 2023, su sua richiesta di confrontarsi con un campionato di livello superiore, è passato all'Aquila Trento, inizialmente solo in prestito. Alla sua prima vera stagione in Serie A ha collezionato 13 presenze, con una media di 5,0 punti in 13,1 minuti concessigli da coach Paolo Galbiati. Nella stagione successiva (2024-2025) le sue cifre sono salite a 8,1 punti in 20,3 minuti di media ed è stato eletto giocatore più migliorato del campionato, in un'annata in cui ha disputato tutte e 30 le partite di regular season e le quattro dei quarti di finale play-off, persi contro l'Olimpia Milano. Nello stesso anno, con i bianconeri ha vinto la Coppa Italia 2025 venendo anche premiato come miglior giocatore italiano della competizione, nella quale ha fatto registrare medie di 12,0 punti, 6,3 rimbalzi, 1,3 recuperi e 14,6 di valutazione.
Il 26 giugno 2025 è stato selezionato al secondo giro del Draft NBA 2025 dai Cleveland Cavaliers con la 58ª scelta assoluta.

### Nazionale
Ha esordito con la nazionale italiana il 22 febbraio 2025 nella partita persa contro l'Ungheria e valida per le qualificazioni agli Europei 2025, incontro ormai ininfluente ai fini della qualificazione, già ottenuta in precedenza.

## Statistiche

### Eurocup
| Anno      | Squadra       | PG | PT | MP   | TC%  | 3P%  | TL%  | RP  | AP  | PRP | SP  | PP  |
| --------- | ------------- | -- | -- | ---- | ---- | ---- | ---- | --- | --- | --- | --- | --- |
| 2023-2024 | Aquila Trento | 6  | 3  | 7,8  | 50,0 | 0,0  | 85,7 | 2,3 | 0,7 | 0,2 | 0,2 | 2,7 |
| 2024-2025 | Aquila Trento | 17 | 8  | 18,6 | 50,6 | 33,3 | 63,2 | 5,1 | 1,8 | 0,6 | 0,2 | 6,7 |
| Carriera  | Carriera      | 23 | 11 | 15,7 | 50,5 | 26,7 | 66,7 | 4,3 | 1,5 | 0,5 | 0,2 | 5,7 |

### Cronologia presenze e punti in nazionale
| Cronologia completa delle presenze e dei punti in Nazionale - Italia | Cronologia completa delle presenze e dei punti in Nazionale - Italia | Cronologia completa delle presenze e dei punti in Nazionale - Italia | Cronologia completa delle presenze e dei punti in Nazionale - Italia | Cronologia completa delle presenze e dei punti in Nazionale - Italia | Cronologia completa delle presenze e dei punti in Nazionale - Italia | Cronologia completa delle presenze e dei punti in Nazionale - Italia | Cronologia completa delle presenze e dei punti in Nazionale - Italia |
| Data                                                                 | Città                                                                | In casa                                                              | Risultato                                                            | Ospiti                                                               | Competizione                                                         | Punti                                                                | Note                                                                 |
| -------------------------------------------------------------------- | -------------------------------------------------------------------- | -------------------------------------------------------------------- | -------------------------------------------------------------------- | -------------------------------------------------------------------- | -------------------------------------------------------------------- | -------------------------------------------------------------------- | -------------------------------------------------------------------- |
| 23/02/2025                                                           | Reggio Calabria                                                      | Italia                                                               | 67 - 71                                                              | Ungheria                                                             | Qual. Euro 2025                                                      | 0                                                                    | [ 12 ]                                                               |
| 02/08/2025                                                           | Trento                                                               | Italia                                                               | 87 - 61                                                              | Islanda                                                              | Torneo amichevole                                                    | 17                                                                   | [ 13 ]                                                               |
| 03/08/2025                                                           | Trento                                                               | Italia                                                               | 80 - 56                                                              | Senegal                                                              | Torneo amichevole                                                    | 9                                                                    | [ 14 ]                                                               |
| 09/08/2025                                                           | Trieste                                                              | Italia                                                               | 91 - 75                                                              | Lettonia                                                             | Amichevole                                                           | 5                                                                    | [ 15 ]                                                               |
| 14/08/2025                                                           | Bologna                                                              | Italia                                                               | 84 - 72                                                              | Argentina                                                            | Amichevole                                                           | 2                                                                    | [ 16 ]                                                               |
| Totale                                                               |                                                                      | Presenze                                                             | 5                                                                    |                                                                      | Punti                                                                | 33                                                                   |                                                                      |

## Palmarès

### Club
- Coppa Italia: 1

Aquila Trento: 2025